# Росаріо Флорес
Росаріо Флорес(4 листопада 1963, Мадрид, Іспанія) - іспанська співачка. Лауреат премії Латиноамериканське Греммі. Вона дочка іспанської співачки фламенко Лоли Флорес.

## Дискографія
- De Ley (1992)
- Siento (1995)
- Mucho Por Vivir (1996)
- Jugar a la Locura (1999)
- Muchas Flores (2001)
- De Mil Colores (2004)
- Contigo Me Voy (2006)
- Parte de Mí (2008)
- Raskatriski (2011)
- Rosario (2013)